# Marco Huck
Mario Huck eredeti neve: Muamer Hukić (1984. november 11.) bosnyák származású német ökölvívó. Szerbiában a Novi Pazar-i Szandzsák területén született, de 1993-ban családja Németországba emigrált. Először kick boxolni kezdett csak később váltott ökölvívásra. Amatőrként mindössze 15 mérkőzést vívott (mindet megnyerte) és már 20 évesen profinak állt.

## Profi karrierje
2007. május 26-án a veretlen ukrán Vadim Tokarev legyőzésével ő lett az IBF cirkálósúlyú ranglistavezetője. 2007. december 29-én a világbajnok amerikai Steve Cunningham ellen elszenvedte első vereségét.
2009. augusztus 29-én megszerezte a WBO világbajnoki címét, mikor egyhangú pontozással legyőzte a címvédő argentin Victor Emilio Ramirezt.
28 mérkőzéséből 27-et nyert meg és egy veresége van.

## Külső hivatkozások
- személyes honlapja Archiválva 2007. december 18-i dátummal a Wayback Machine-ben (német)
- profi mérkőzései

1. ↑  „list of WBO world champions”.